# 濑又小囊蛤
濑又小囊蛤（学名：Saccella sematensis），舊作瀨又彎錦蛤，是弯锦蛤目弯锦蛤科的一种。舊屬弯锦蛤属，今歸小囊蛤屬。

## 型態描述
殼青綠色，殼後緣呈吻狀突起，殼頂位於中央，殼長約10mm。

## 分佈
主要分布于韩国、中国大陆的東中國海海域及台湾，常栖息在水深100－400米。

## 外部連結
- 濑又小囊蛤的图片